# Nikodim Rusnak

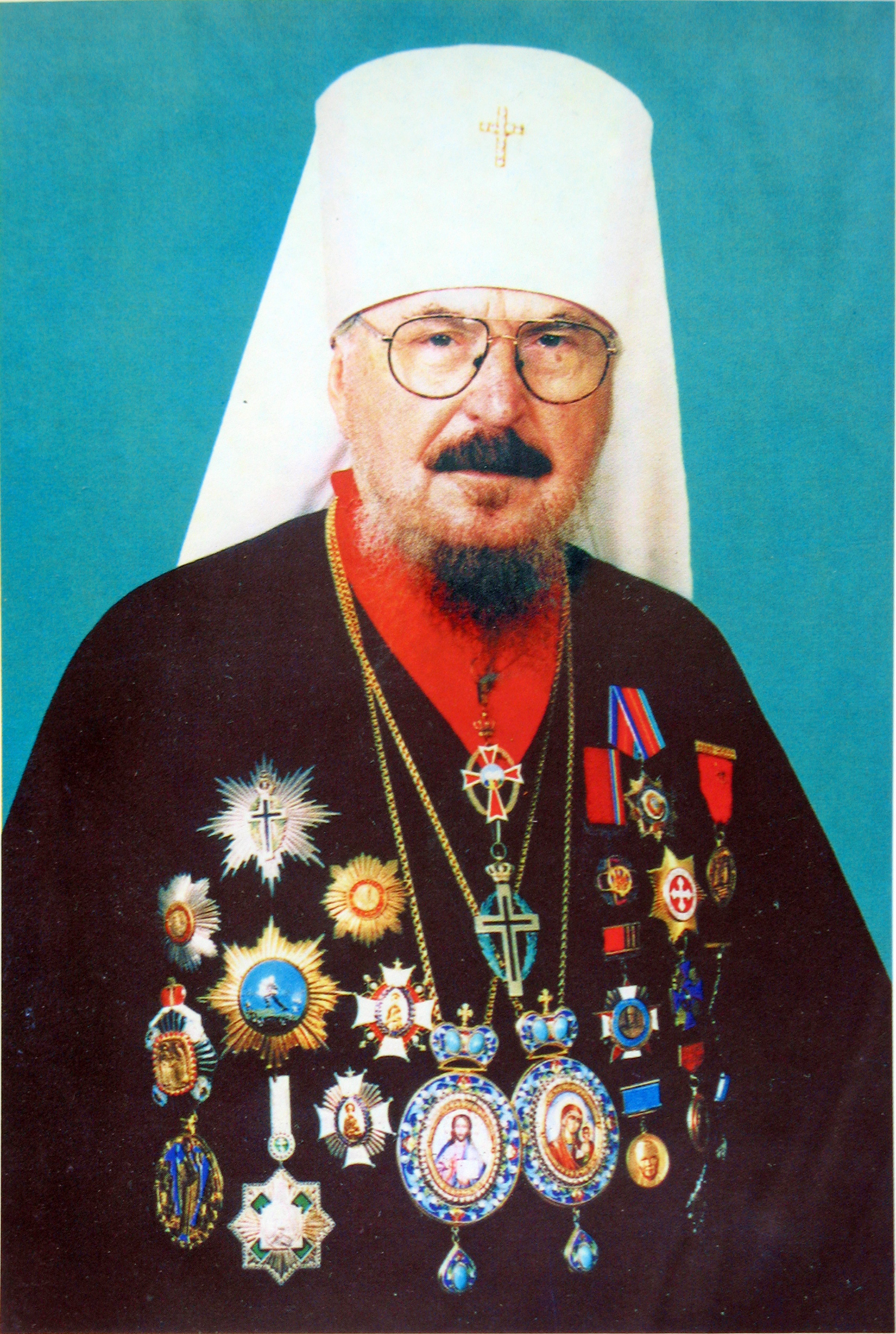
Nikolai Stepanowytsch Rusnak

Metropolit Nikodemus (eigentlich: Mykola Stepanowytsch Rusnak/Микола Степанович Руснак; * 4. April 1921 in Dawydiwka, Bukowina; † 15. September 2011 in Charkiw, Ukraine) war ukrainisch-orthodoxer Metropolit von Charkiw und Bohoduchiw.

## Ehrungen (Auswahl)
- Orden des Fürsten Jaroslaw des Weisen 2. Klasse (2011)
- ukrainischer Verdienstorden 1. Klasse (2001)
- Orden des Roten Banners der Arbeit
- Orden der Völkerfreundschaft